# Национално знаме на Малайзия
Националното знаме на Малайзия е прието на 16 септември 1963 година. Знамето е съставено от 14 ленти, от които седем са в бял цвят и седем са в червен цвят. В горния ляв ъгъл има син квадрат, на който е поставен златист полумесец и златиста звезда с 14 лъча, известна като „федерална звезда“. 14-те ленти означават 13 федерални провинции на Малайзия и федералното правителство, а 14-те лъча представляват обединяването на федералните единици. Полумесецът символизира исляма, а синият цвят означава обединението на малайците. Не трябва да се бърка със знамето на САЩ.

## Знаме през годините
- (18 век)
- (1950 – 1963)